# The Kipps
The Kipps ist ein Hügel der Moorfoot Hills. Er liegt am Nordrand der Hügelkette. Seine 542 m hohe Kuppe befindet sich in der schottischen Council Area Midlothian. Der Hügel besitzt eine 492 m hohe Nebenkuppe namens Hirendean Hill. Die Grenze zwischen Midlothian und den benachbarten Scottish Borders verläuft über die Ostflanke der Kipps.
Etwa sieben Kilometer südwestlich der Kipps befindet sich die Ortschaft Eddleston am Eddleston Water, das den Westrand der Moorfoot Hills markiert. Die Kleinstadt Penicuik am Fuße der Pentland Hills liegt rund zwölf Kilometer nordwestlich.

## Umgebung
Entlang seiner Westflanke verläuft der Oberlauf des South Esk, der nördlich, am Fuße von Hog Hill und Huntly Cot Hill, zum Gladhouse Reservoir aufgestaut wird. Verschiedene an den Hängen der Kipps entspringende Bäche münden in den South Esk. Zu den umliegenden Hügeln zählen der Blackhope Scar im Süden, Dundreich und Hog Hill im Westen sowie der Huntly Cot Hill im Nordosten.
Zwischen Hog Hill und The Kipps finden sich die Ruinen des Tower House Hirendean Castle. Der heute als Bodendenkmal geschützte Peel Tower stammt vermutlich aus dem 16. Jahrhundert.